# Myophonus insularis
Myophonus insularis là một loài chim trong họ Muscicapidae.

## Phân loại
Loài chim này đã được thu thập bởi Robert Swinhoe và mô tả với danh pháp Myiophoneus insularis bởi John Gould năm 1862. Swinhoe gọi loài này là "Chim hang động Đài Loan" bởi vì chúng sinh sống trong, khe núi rừng tối trong núi. Trước đây được coi là một phân loài của sáo Malabar (Myophonus horsfieldii). Đây là loài là đơn loài.

## Phân bố và môi trường sống
Đây là loài đặc hữu của Đài Loan. Môi trường sống tự nhiên của chúng là rừng núi ẩm nhiệt đới hoặc cận nhiệt đới. Chúng được tìm thấy ở độ cao lên tới 2.700 m (8.900 ft).

## Mô tả
chiều dài của loài chim này là 28–30 cm (11–12 in). Cánh dài 15–16 cm (5,9-6,3 in). Nó chủ yếu là đen-xanh. Một số lông vũ là màu xanh biển hoặc màu xanh kim loại. Một số lông dưới cánh có cuống dánh có màu trắng. Các phần dưới màu đen. Cổ của nó, vú và hai bên sườn được thu nhỏ. có đôi mắt to màu đỏ đậm, và Lores của nó, mỏ và chân màu đen. Chim trống và chim mái có bộ lông như nhau. Chim chưa trưởng thành có màu đen xỉn, với một chút màu xanh nhạt. Khoanh miệng của chim chưa trưởng thành có màu vàng. 